# Бродски секретар
Бродски секретар (рус. корабельный секретарь) је био грађански чин XI класе у Табели рангова Руске Империје.
Првобитно је постојао као војно-поморски чин да би прерастао у грађански чин. На крају 18. вијека престао се додељивати и укинут је 1834. године.